# 澤田喜代美
澤田 喜代美（さわだ きよみ、1955年8月16日 - ）は三木プロダクション所属の女優、舞台照明家。愛知県出身。身長154cm・体重88kg。特技は和太鼓・獅子舞・華道。

## 出演

### 映画
- 花の降る午後
- GONIN2
- 卓球温泉

### テレビドラマ
- 徳川家康（NHK大河ドラマ）
- 鬼の棲家
- 月曜ミステリー劇場（TBS）
  - 「十津川警部シリーズ26･特急おおぞら殺人事件」（2002年9月30日）- 亀井定雄（伊東四朗）の妻・亀井公子（あき竹城）の弟・水島徹（城後光義）の妻
  - 「探偵 左文字進8・鶴富姫伝説の殺意」（2003年9月29日）

### CM
- サントリー
- 丸美屋
- 名菓ひよこ
- 都民銀行
- ラナケイン